# Atokatheridium
Atokatheridium is een geslacht van uitgestorven Deltatheridiidae uit het Krijt van wat nu de Verenigde Staten is.
De typesoort is Atokatheridium boreni. De geslachtsnaam verbindt een verwijzing naar Atoka County, Oklahoma, met het Grieks theridion, 'beestje'. De soortaanduiding eert David L. Boren, een donateur van het Oklahoma Museum of Natural History.
Het holotype is OMNH V61623, een bovenste rechtermolaar.